# Dwars door Vlaanderen 2021
De wielerwedstrijd Dwars door Vlaanderen werd in 2021 gehouden op woensdag 31 maart. De wedstrijd kende zowel een mannen- als vrouweneditie.

## Mannen
De 76e editie van deze wielerwedstrijd voor de mannen maakte deel uit van de UCI World Tour 2021. De start was in Roeselare en de finish in Waregem. De winnaar in 2019, de Nederlander Mathieu van der Poel, werd opgevolgd door zijn landgenoot Dylan van Baarle. Van der Poel eindigde als 58e op 1'41”.

### Uitslag
| Plaats  | Naam               | Ploeg                 | Tijd     |
| ------- | ------------------ | --------------------- | -------- |
| Winnaar | Dylan van Baarle   | INEOS Grenadiers      | 3u58'59" |
| 2       | Christophe Laporte | Cofidis               | + 26"    |
| 3       | Tim Merlier        | Alpecin-Fenix         | z.t.     |
| 4       | Yves Lampaert      | Deceuninck–Quick-Step | z.t.     |
| 5       | Tosh Van der Sande | Lotto Soudal          | z.t.     |
| 6       | Alexander Kristoff | UAE Team Emirates     | z.t.     |
| 7       | Greg Van Avermaet  | AG2R-Citroën          | z.t.     |
| 8       | Anthony Turgis     | Total Direct Energie  | z.t.     |
| 9       | Florian Sénéchal   | Deceuninck–Quick-Step | z.t.     |
| 10      | Jasper Stuyven     | Trek-Segafredo        | z.t.     |

## Vrouwen
In 2021 werd voor de negende keer een vrouwenwedstrijd gehouden, die vanaf 2017 de UCI 1.1-status heeft. Waregem was de start- en finishplaats. De winnares van 2019, de Nederlandse Ellen van Dijk, kreeg in haar landgenote Annemiek van Vleuten haar opvolgster.

### Uitslag
| Plaats  | Naam                 | Ploeg                              | Tijd     |
| ------- | -------------------- | ---------------------------------- | -------- |
| Winnaar | Annemiek van Vleuten | Movistar Team                      | 3u04'04” |
| 2       | Katarzyna Niewiadoma | Canyon-SRAM                        | z.t.     |
| 3       | Alexis Ryan          | Canyon-SRAM                        | z.t.     |
| 4       | Vittoria Guazzini    | Valcar-Travel & Service            | + 0'19”  |
| 5       | Alison Jackson       | Liv Racing                         | z.t.     |
| 6       | Grace Brown          | Team BikeExchange                  | z.t.     |
| 7       | Floortje Mackaij     | Team DSM                           | z.t.     |
| 8       | Eugenia Bujak        | Alé BTC Ljubljana                  | z.t.     |
| 9       | Ellen van Dijk       | Trek-Segafredo                     | z.t.     |
| 10      | Stine Borgli         | FDJ Nouvelle-Aquitaine Futuroscope | z.t.     |
|         |                      |                                    |          |
| 25      | Sanne Cant           | Plantur-Pura                       | 4'08”    |

1945 · 1946 · 1947 · 1948 · 1949 · 1950 · 1951 · 1952 · 1953 · 1954 · 1955 · 1956 · 1957 · 1958 · 1959 · 1960 · 1961 · 1962 · 1963 · 1964 · 1965 · 1966 · 1967 · 1968 · 1969 · 1970 · 1971 · 1972 · 1973 · 1974 · 1975 · 1976 · 1977 · 1978 · 1979 · 1980 · 1981 · 1982 · 1983 · 1984 · 1985 · 1986 · 1987 · 1988 · 1989 · 1990 · 1991 · 1992 · 1993 · 1994 · 1995 · 1996 · 1997 · 1998 · 1999 · 2000 · 2001 · 2002 · 2003 · 2004 · 2005 · 2006 · 2007 · 2008 · 2009 · 2010 · 2011 · 2012 · 2013 · 2014 · 2015 · 2016 · 2017 · 2018 · 2019 · 2020 · 2021 · 2022 · 2023 · 2024

Lijst van beklimmingen
Ronde van de Verenigde Arabische Emiraten ·
Omloop Het Nieuwsblad ·
Strade Bianche ·
Parijs-Nice · 
Tirreno-Adriatico · 
Milaan-San Remo ·
Ronde van Catalonië ·
Driedaagse Brugge-De Panne ·
E3 Saxo Bank Classic ·
Gent-Wevelgem ·
Dwars door Vlaanderen ·
Ronde van Vlaanderen ·
Ronde van het Baskenland ·
Amstel Gold Race ·
Waalse Pijl ·
Luik-Bastenaken-Luik ·
Ronde van Romandië ·
Ronde van Italië ·
Critérium du Dauphiné ·
Ronde van Zwitserland ·
Ronde van Frankrijk ·
Clásica San Sebastián ·
Ronde van Polen ·
Bretagne Classic ·
Benelux Tour ·
Ronde van Spanje ·
Eschborn-Frankfurt ·
Parijs-Roubaix ·
Ronde van Lombardije
Afgelaste wedstrijden: Tour Down Under · Great Ocean Road Race · EuroEyes Cyclassics · GP van Quebec · GP van Montreal · Ronde van Guangxi